# Lilla Nyckelviken

Lilla Nyckelviken är en liten, herrgårdsliknande, fastighet vid Saltsjöns strand i Nyckelviken i Nacka kommun uppförd på 1700-talet. Byggnaden ligger inom Nyckelvikens naturreservat. Sommaren 1865 bodde sångerskan Jenny Lind med sin familj på Lilla Nyckelviken. Hon brukade stå vid vattnet och sjunga vilket fick människor att bege sig dit med båtar för att lyssna på henne.

## Ägarlängd[3]
- Gustaf Beskow, 1836–1867
- Eduard Carleson, 1867–1876
- Gustaf Rikard Sundström, 1876–1920
- Fastighetsbolaget Nyckelnäs, 1920–1944
- Birger Sundström, 1944–1956
- Nacka stad, 1956–

## Bilder

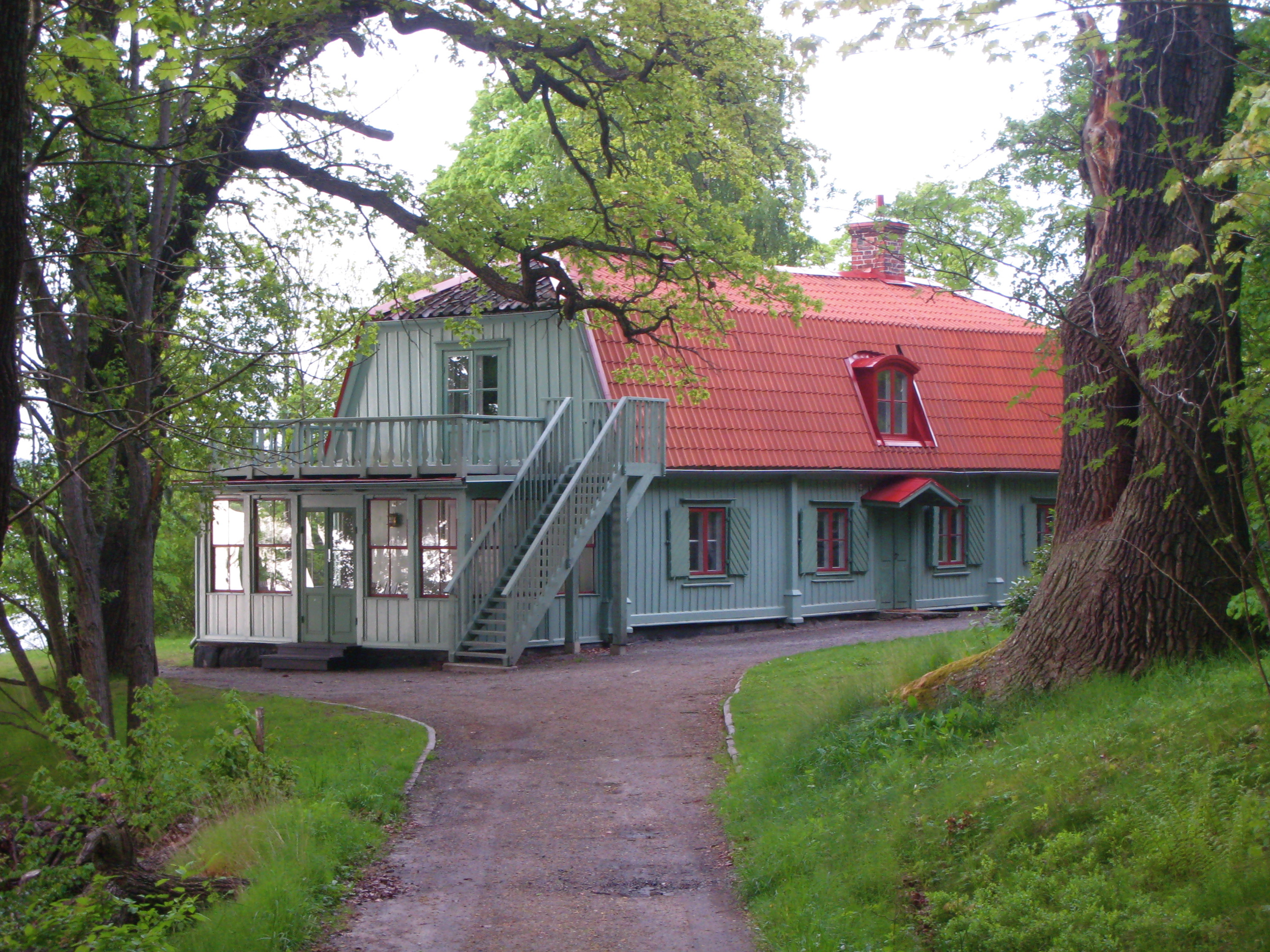
Lilla Nyckelviken
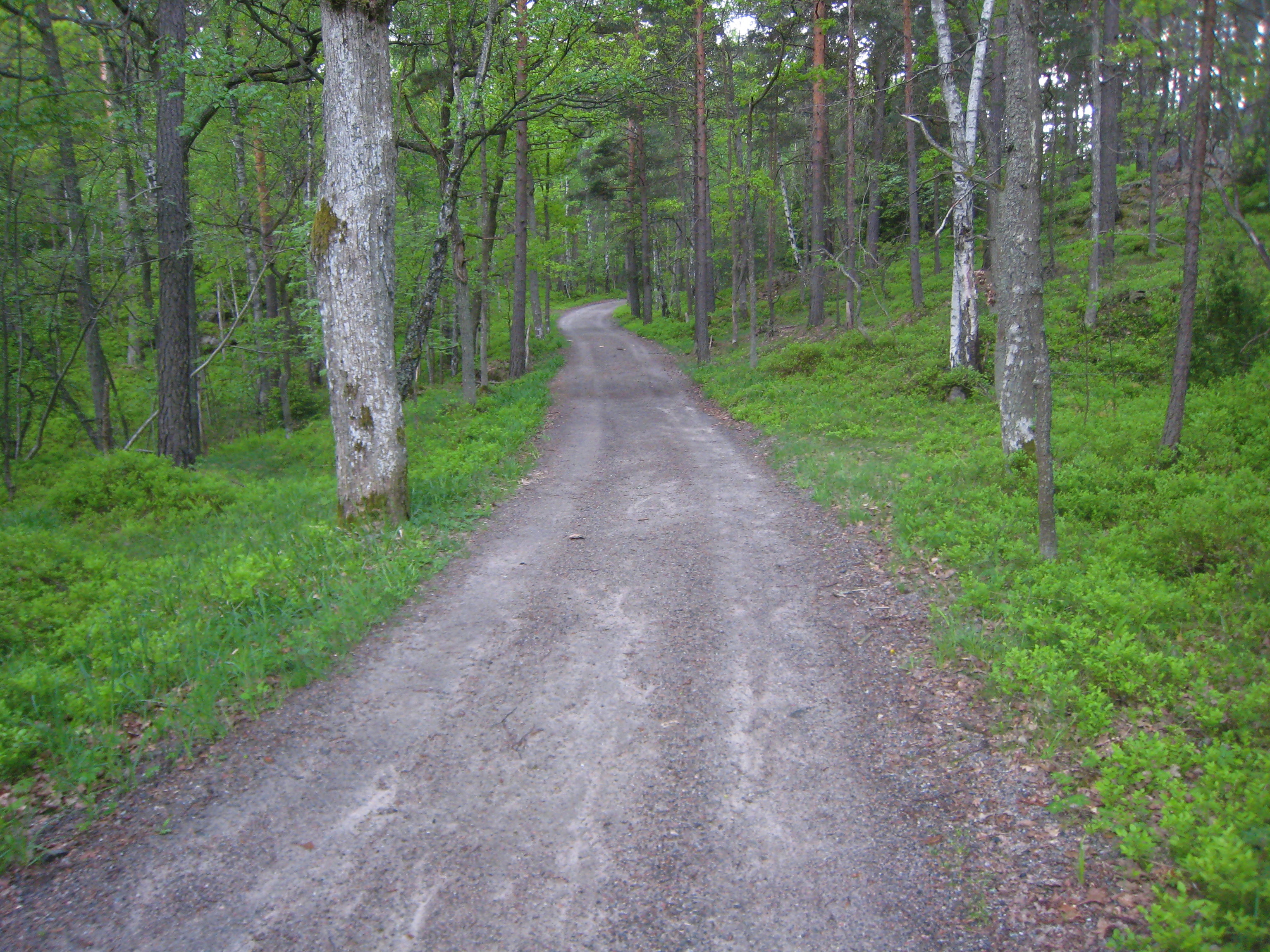
Skogsvägen - Arne Nyhammars väg - som leder fram till huset.
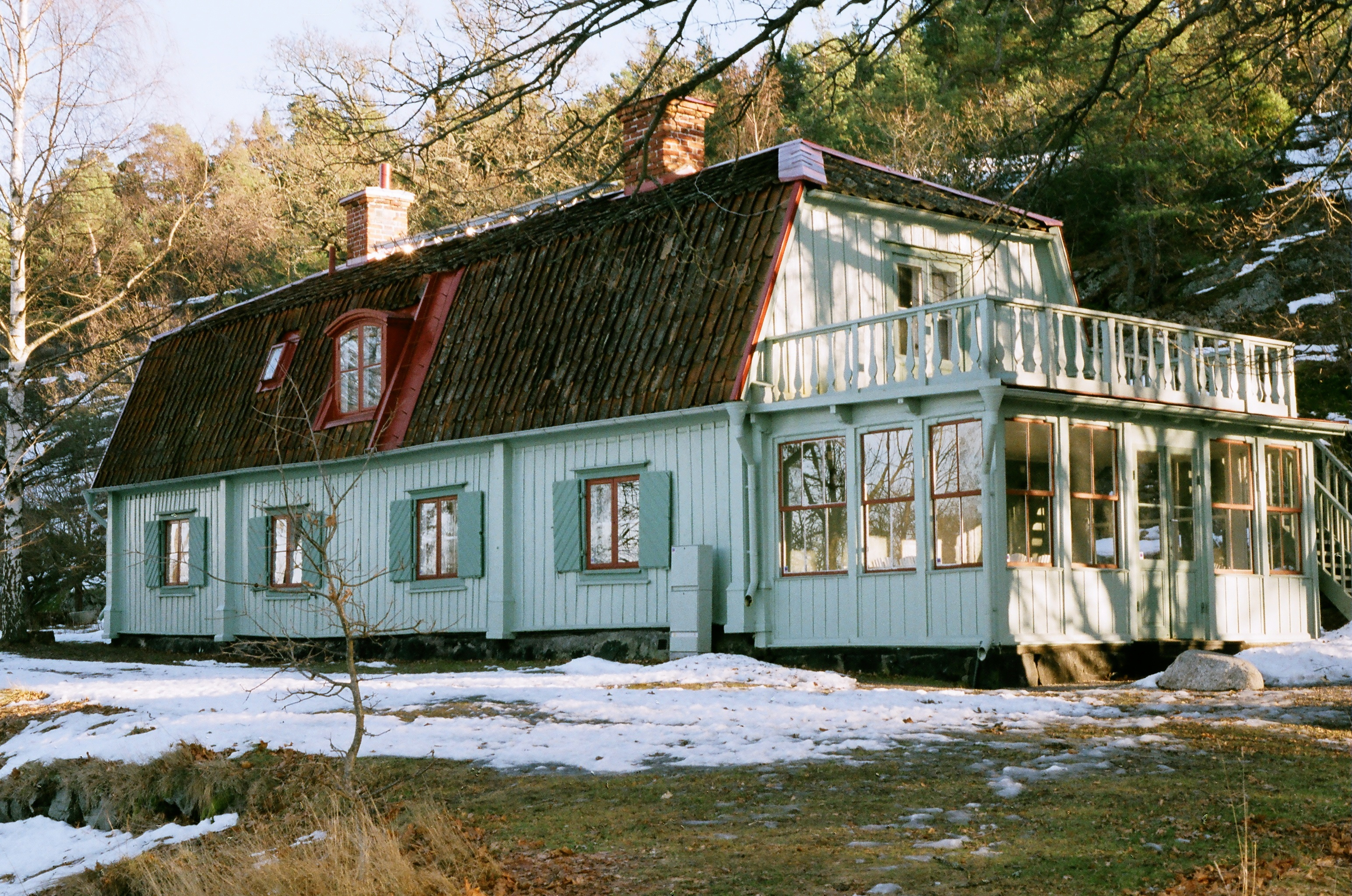
Fasad mot vattnet.